# 乳突鮋
乳突鮋，為輻鰭魚綱鮋形目鮋亞目鮋科的其中一種，為溫帶海水魚，分布於印度西太平洋澳洲南部及紐西蘭海域，棲息深度5-50公尺，體長可達30公分，棲息在岩石底質、泥底質底層水域，夜行性，以無脊椎動物、魚類等為食，生活習性不明，具有毒性。